# Thismia saulensis
Thismia saulensis là một loài thực vật có hoa trong họ Burmanniaceae. Loài này được H.Maas & Maas miêu tả khoa học đầu tiên năm 1987.